# Phyllanthus koumacensis
Phyllanthus koumacensis är en emblikaväxtart som beskrevs av André Guillaumin. Phyllanthus koumacensis ingår i släktet Phyllanthus och familjen emblikaväxter.

## Underarter
Arten delas in i följande underarter:
- P. k. brevitepalus
- P. k. koumacensis